# Taça dos Campeões Europeus de Hóquei em Patins de 1977-78
A Taça dos Campeões Europeus de Hóquei em Patins de 1977-78 foi a 13ª edição da Taça dos Campeões.

## Equipas participantes
| País               | Clube             | Classificação                                                      |
| ------------------ | ----------------- | ------------------------------------------------------------------ |
| Alemanha Ocidental | ERG Iserlohn      | Campeão da Liga Alemã-Ocidental de 1976/77                         |
| Bélgica            | Royal Sunday      | Campeão da Liga Belga de 1976/77                                   |
| Espanha            | FC Barcelona      | Campeão da Liga Espanhola de 1976/77                               |
| França             | US Coutras        | Campeão da Liga Francesa de 1976/77                                |
| Inglaterra         | Wolverhampton RHC | Campeão da Liga Inglesa de 1976/77                                 |
| Itália             | Hockey Novara     | Campeão da Liga Italiana de 1976/77                                |
| Países Baixos      | RC Lichtstad      | Campeão da Liga Neerlandesa de 1976/77                             |
| Portugal           | Sporting CP       | Campeão Europeu de 1976/77 e Campeão da Liga Portuguesa de 1976/77 |
| Portugal           | AD Valongo        | 2.º lugar da Liga Portuguesa de 1976/77                            |
| Suíça              | RS Zurique        | Campeão da Liga Suíça de 1976/77                                   |

## Jogos

### 1ª Eliminatória
| Equipa 1     | Total | Equipa 2          | 1.ª Mão | 2.ª Mão |
| ------------ | ----- | ----------------- | ------- | ------- |
| FC Barcelona | 12-1  | Hockey Novara     | 8-1     | 4-0     |
| Royal Sunday | 20-9  | Wolverhampton RHC | 9-4     | 11-5    |

### Fase Final
|  | Quartos-de-Final | Quartos-de-Final | Quartos-de-Final | Quartos-de-Final |              |              | Meias-finais | Meias-finais | Meias-finais |  |              | Final | Final | Final |
|  |                  |                  |                  |                  |              |              |              |              |              |  |              |       |       |       |
|  | 1                | Sporting CP      | 2                | 2                |              |              |              |              |              |  |              |       |       |       |
|  | 8                | FC Barcelona     | 5                | 5                |              |              |              |              |              |  |              |       |       |       |
|  | 8                | FC Barcelona     | 5                | 5                |              | FC Barcelona | 8            | 3            |              |  |              |       |       |       |
|  |                  |                  |                  |                  |              | FC Barcelona | 8            | 3            |              |  |              |       |       |       |
|  |                  | AD Valongo       | 0                | 5                |              |              |              |              |              |  |              |       |       |       |
|  | 4                | AD Valongo       | 0                | 5                | AD Valongo   | 6            | 6            |              |              |  |              |       |       |       |
|  | 4                |                  |                  |                  | AD Valongo   | 6            | 6            |              |              |  |              |       |       |       |
|  | 5                | ERG Iserlohn     | 7                | 3                |              |              |              |              |              |  |              |       |       |       |
|  | 5                | ERG Iserlohn     | 7                | 3                |              |              |              |              |              |  | FC Barcelona | 8     | 5     |       |
|  |                  |                  |                  |                  |              |              |              |              |              |  | FC Barcelona | 8     | 5     |       |
|  |                  | Royal Sunday     | 2                | 1                |              |              |              |              |              |  |              |       |       |       |
|  | 3                | Royal Sunday     | 2                | 1                | RS Zurique   | 2            | 2            |              |              |  |              |       |       |       |
|  | 3                |                  |                  |                  | RS Zurique   | 2            | 2            |              |              |  |              |       |       |       |
|  | 6                | Royal Sunday     | 2                | 7                |              |              |              |              |              |  |              |       |       |       |
|  | 6                | Royal Sunday     | 2                | 7                |              | Royal Sunday | 6            | 8            |              |  |              |       |       |       |
|  |                  |                  |                  |                  |              | Royal Sunday | 6            | 8            |              |  |              |       |       |       |
|  |                  | US Coutras       | 4                | 3                |              |              |              |              |              |  |              |       |       |       |
|  | 2                | US Coutras       | 4                | 3                | RC Lichtstad | 6            | 3(0)         |              |              |  |              |       |       |       |
|  | 2                |                  |                  |                  | RC Lichtstad | 6            | 3(0)         |              |              |  |              |       |       |       |
|  | 7                | US Coutras (gp)  | 3                | 6(1)             |              |              |              |              |              |  |              |       |       |       |
|  | 7                | US Coutras (gp)  | 3                | 6(1)             |              |              |              |              |              |  |              |       |       |       |

### Quartos-de-Final
| Equipa 1     | Total        | Equipa 2     | 1.ª Mão | 2.ª Mão |
| ------------ | ------------ | ------------ | ------- | ------- |
| Sporting CP  | 4-10         | FC Barcelona | 2-5     | 2-5     |
| AD Valongo   | 12-10        | ERG Iserlohn | 6-7     | 6-3     |
| RS Zurique   | 4-9          | Royal Sunday | 2-2     | 2-7     |
| RC Lichtstad | 9-9 (0-1 gp) | US Coutras   | 6-3     | 3-6     |

### Meias-finais
| Equipa 1     | Total | Equipa 2   | 1.ª Mão | 2.ª Mão |
| ------------ | ----- | ---------- | ------- | ------- |
| FC Barcelona | 11-5  | AD Valongo | 8-0     | 3-5     |
| Royal Sunday | 14-7  | US Coutras | 6-4     | 8-3     |

### Final
| Equipa 1     | Total | Equipa 2     | 1.ª Mão | 2.ª Mão |
| ------------ | ----- | ------------ | ------- | ------- |
| FC Barcelona | 13-3  | Royal Sunday | 8-2     | 5-1     |

| Campeão Europeu 1977-78   |
| ------------------------- |
|                           |
| FC Barcelona (3.º título) |

### Internacional
- Ligações para todos os sítios de hóquei
- Mundook- Sítio com notícias de todo o mundo do hóquei
- Hoqueipatins.com - Sítio com todos os resultados de Hóquei em Patins